# Islamia minuta
Islamia minuta је пуж из реда Littorinimorpha.

## Угроженост
Подаци о распрострањености ове врсте су недовољни.

## Распрострањење
Ареал врсте је ограничен на две државе. Француска и Швајцарска су једина позната природна станишта врсте.

## Станиште
Станиште врсте су слатководна подручја.